# Pachypodium rosulatum cactipes
Pachypodium rosulatum subsp. cactipes (K.Schum.) Lüthy, 1895 è una pianta della famiglia delle Apocinacee, endemica del Madagascar.